# Mannen utan namn
Mannen utan namn (eng: ”The man with no name”) är en fiktiv karaktär spelad av Clint Eastwood och skapad av Sergio Leone från de tre Spaghettivästern-filmerna För en handfull dollar, För några få dollar mer och Den gode, den onde, den fule, tillsammans utgörande den så kallade Dollartrilogin (som inte är en trilogi officiellt utan kallas så internationellt). Karaktären kännetecknas av att bära poncho, brun hatt, cigarillrökning och lakonism. Fastän karaktären har ett namn i varje film, kallas han konventionellt "mannen utan namn". 
Samtliga filmer utgavs i efterhand som romaner och sedan tillkom ytterligare fem böcker:
- A fistful of dollars 1972 av Frank Chandler (baserad på filmmanuskript)
- For a few dollars more 1967 (För några få dollar mer 1968, Sheriff nr 51) av Joe Millard (baserad på filmmanuskript)
- The good, the bad and the ugly 1967 (Den gode, den onde, den fule 1968, Sheriff nr 55) av Joe Millard (baserad på filmmanuskript)
- A dollar to die for 1968 (En dollar att dö för 1970, Sheriff nr 78) av Brian Fox
- A coffin full of dollars 1971 (En likkista full av dollar 1972, Sheriff nr 96) av Joe Millard
- The devil's dollar sign 1972 (Döda för dollar 1973, Sheriff nr 100) av Joe Millard
- Blood for a dirty dollar 1973 (20 000 dollar - död eller levande 1974, Sheriff nr 106) av Joe Millard
- The million-dollar bloodhunt 1973 (Död mans dollar 1974, Sheriff nr 107) av Joe Millard